# 재능마켓
재능마켓, 재능거래마켓, 프리랜서 마켓플레이스은, 공유경제의 한 예로, 개인의 재능을 매매의 대상으로 하는 전자 상거래의 형태를 가리키는 용어로 사용되고 있다.
공유경제란 한 번 생산된 제품을 여러사람이 공유해서 쓰는 '협력'소비를 하는 경제방식을 의미하는데, 물질적인 재화 뿐만 아니라 개인의 재능을 교육이나 서비스를 통해 판매하는 방식도 포함이 된다.
이러한 개인의 재능을 교육이나 서비스로 거래하기 위한 플랫폼이 '재능마켓'이다.
재능마켓은 전문가부터 대학생까지 다양한 사람들이 이용하고 있다.
시간과 공간의 제약이 적은 타이핑 재능, 간단한 문서부터 전문내용 번역을 해주는 번역 재능과 일러스트, 포토샵 등 디자인재능이 가장 활발하게 거래되는 재능이다.

## 한국
한국에서는 2016년 이래 '재능마켓'을 사업형태로 내걸고 있는 몇몇 서비스가 존재한다. (크몽, 피움마켓, 오투잡(사람인HR), 재능넷, 재능아지트, 바이더타임, 몽키의 재능 등)

## 일본
2016년 현재 일본의 온라인 기반의 지식, 스킬의 마켓 서비스로 코코나라, 와우미(WoWme) 등의 서비스들이 존재한다.